# Boubacar Mansaly
Boubacar Mansaly (Guédiawaye, 4 febbraio 1988) è un ex calciatore senegalese, di ruolo centrocampista.

## Palmarès

### Club

#### Competizioni nazionali
- Supercoppa di Romania: 2

Dinamo Bucarest: 2012
Astra Giurgiu: 2016
- Campionato rumeno: 1

Astra Giurgiu: 2015-2016